# Dietheria fasciata
Dietheria fasciata är en tvåvingeart som beskrevs av Hardy 1973. Dietheria fasciata ingår i släktet Dietheria och familjen borrflugor. Inga underarter finns listade i Catalogue of Life.